# Nicolás Rodríguez Abaytúa

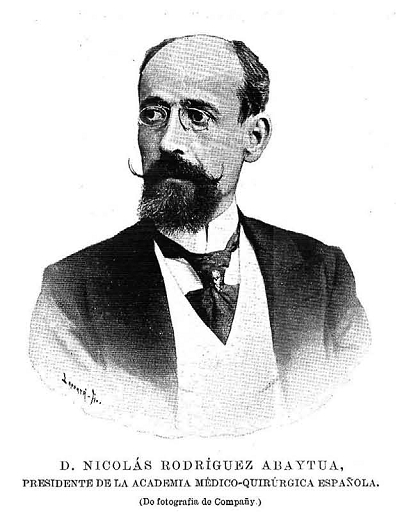
Retrato de Nicolás Rodríguez Abaytua, en La Ilustración Española y Americana, ca. 1896. Fotografía de Compañy.

Nicolás Rodríguez Abaytúa (1855-1921) fue un médico, académico y político español.

## Biografía
Nació en Madrid el 17 de septiembre de 1855. Doctor en Medicina, fue presidente de la Academia Quirúrgica Española y miembro numerario de la Real Academia Nacional de Medicina desde 1900, por la que fue senador entre 1919 y 1920. Fue autor de varias obras científicas, entre ellas Tratado de termometría médica (1880), Los fenómenos biológicos ante la filosofía (1918) y Bioenergética y termoquímica alimenticia (1921), así como colaborador de la Revista de Medicina y Cirugía Prácticas (1898). Falleció en 1921.